# Tatort: Die Rache an der Welt
Die Rache an der Welt ist ein Fernsehfilm aus der Krimireihe Tatort. Der vom Norddeutschen Rundfunk produzierte Beitrag ist die 1212. Tatort-Episode und wurde am 9. Oktober 2022 im SRF, im ORF und im Ersten ausgestrahlt. Kriminalhauptkommissarin Charlotte Lindholm ermittelt in ihrem 30. Fall. Für Anaïs Schmitz ist es der vierte Fall.

## Handlung
In Göttingen lauert ein Serientriebtäter Frauen an abgelegenen Ecken auf und zwingt sie zu sexuellen Handlungen; er hat seine Opfer aber bislang am Leben gelassen. Als in einem kleinen Park an einem See die Leiche der Studentin Mira gefunden wird, ermitteln Charlotte Lindholm und Anaïs Schmitz, ob der von der Presse so genannte „Wikinger“ dieses Mal einen Schritt weiter gegangen sein könnte – das Opfer wurde erst brutal vergewaltigt, dann ermordet. Ein Zeuge berichtet von einem Fahrradfahrer, der vom Tatort flüchtete und den er als „Nicht-Europäer“ bezeichnet, was ebenfalls nicht zum „Wikinger“ passt. Mira wurde zuletzt auf einem Sportplatz gesehen, wo nach Aussage ihres Freundes derzeit ein Event stattfindet, an welchem zahlreiche Migranten teilnehmen. Auch wenn das Mordopfer in der Geflüchtetenhilfe aktiv war, warnt Lindholms Vorgesetzter davor, zu schnell auf einen „Ausländer“ als Täter zu setzen, anstatt weiter intensiv nach dem „Wikinger“ zu suchen, der noch immer die Bevölkerung in Angst versetzen würde. Schmitz und Lindholm wollen das nicht außer Acht lassen, aber dennoch in alle Richtungen ermitteln. Täter-DNA, die am Opfer gefunden wurde, will Lindholm einer biogeografischen Analyse unterziehen. Da dies in Deutschland noch immer nicht gestattet ist, gibt sie den Auftrag an ein niederländisches Labor. Das Ergebnis ist jedoch nicht eindeutig und kann auch einen europäischen Täter nicht ausschließen.
Lindholm sieht sich auf dem Sportplatz um, wo Mira zuletzt gesehen wurde. Hier herrscht reges Treiben und Trainer Henry zeigt sich schockiert, als er vom Tod der Studentin erfährt. Eine Liste der zur Tatzeit anwesenden Sportler hält er für überflüssig, weil ihr aktueller Wettbewerb ein Fußballmarathon ist und die Spieler den Platz über die gesamte Dauer des Rekordversuchs nicht verlassen dürfen. Die Kommissarin findet aber heraus, dass die Spieler sehr wohl in der Lage sind, heimlich das Sportplatzgelände zu verlassen.
Während sich Lindholm auf den Täter aus möglichen Flüchtlingskreisen konzentriert, bleibt Anaïs Schmitz an der Fahndung nach dem „Wikinger“. Nach einem erneuten, allerdings misslungenen Übergriff des Mannes gibt es nicht nur eine Zeugenbeschreibung, sondern auch einen konkreten Zeitraum zur Suche nach möglichen Überwachungsaufnahmen an öffentlichen Plätzen. Das führt zu Julian Lenker, sodass sich Anaïs Schmitz sicher ist, den „Wikinger“ und damit auch den Mörder von Mira zu haben. Lindholm hat aber weiter Zweifel und will sich nicht zu früh auf nur einen Täter festlegen. Mira hatte engen Kontakt mit dem Physikstudenten Munir Kerdagli, der jedoch seit Tagen nicht auffindbar ist. Bei der Durchsuchung seiner Wohnung werden DNA-Proben genommen, die nach Analyse zum Teil mit der Täter-DNA übereinstimmen. Die Fahndung nach Kerdagli wird forciert, bringt aber keinen Erfolg, da er sich gar nicht in Göttingen aufhält.
Lindholms eigenmächtig veranlasste Laboranalyse bringt ihr einen Disput mit ihrem Vorgesetzten ein. Dieser muss sich aber revidieren, da durch diesen Test ein Zusammenhang mit einem Vergewaltigungsfall 2016 in Italien hergestellt werden kann, dessen Aufklärung offen blieb. Für die Kommissarin ergeben sich erneut Widersprüche, da Kerdagli 2016 nach einem Verkehrsunfall im Krankenhaus lag und zu dem Zeitpunkt nicht in den Niederlanden war. So ist zu vermuten, dass ihr Hauptverdächtiger gar nicht der Täter ist, sondern eine Person, die nur bei ihm in der Wohnung DNA-Spuren hinterlassen hat. Die Ermittlerinnen sehen sich daraufhin Kerdaglis Wohnung noch einmal an und Lindholm entdeckt ein afghanisches Souvenir, das auf den Flüchtling Ehsan schließen lässt, den sie bei ihren Befragungen auf dem Sportplatz getroffen und sich auch recht ausführlich mit ihm unterhalten hatte. Da die Migranten untereinander regen Kontakt pflegen, waren die DNA-Spuren nicht weiter verwunderlich. Ehsan wird aufgrund der DNA-Indizien festgenommen.

## Hintergrund
Der Film wurde unter dem Arbeitstitel  DNA vom 10. August 2020 bis zum 10. September 2020 in Göttingen und Hamburg gedreht. Die Premiere des Films erfolgte am 15. September 2022 auf dem Internationalen Filmfest Oldenburg.

## Rezeption

### Kritiken
Holger Gertz von der Süddeutschen Zeitung meinte: „Viele überzeichnete Figuren unterwegs: Schon der Parade-Hater am Anfang sabbelt von stechenden Augen und dunkler Ausstrahlung – dabei teilt sich Rassismus tatsächlich doch oft so viel subtiler mit. Ein Tatort mit Anspruch, bei dem die Story der Relevanz des Themas nicht gerecht wird.“
Das Lexikon des Internationalen Films bewertete den Film mit zwei von fünf möglichen Sternen und urteilte: „Inhaltlich recht ambitionierter Krimi mit einigen interessanten Abweichungen von der moralischen Eindeutigkeit üblicher ‚Tatort‘-Folgen. Die Umsetzung ist allerdings eher trocken und pädagogisch geraten, zudem entwickelt die Tätersuche kaum Spannung.“
Marek Bang von Kino.de schrieb sehr positiv: „Weniger ist manchmal mehr. Diese Plattitüde mag abgedroschen klingen, fasst die Qualität des neuesten Göttinger ‚Tatorts‘ aber ganz gut zusammen. Der bedient sich souverän an den seit Jahrzehnten bewährten Versatzstücken, die zuletzt sträflich vernachlässigt wurden: In seiner Reinform bietet Deutschlands beliebteste Krimireihe 90 Minuten lang gute Unterhaltung, eine stetig ansteigende Spannungskurve und am Ende eine halbwegs überraschende Auflösung. Als Sahnehäubchen kann sie obendrein noch einen Kommentar zur aktuellen gesellschaftlichen Lage im Land liefern, muss sie aber nicht.“
Beim Spiegel urteilte Christian Buß: „Es wird jetzt ein bisschen komplizierter, bitte bleiben Sie trotzdem dran. Dieser ‚Tatort‘ handelt von einem Sexualmord an einer jungen deutschen Frau, der die Ermittlerinnen ins Milieu von Geflüchteten führt, aber mit einer handlichen ideologischen Positionierung zu dem Themenkomplex werden Sie am Sonntag nicht ins Bett geschickt. Es geht um rechte Vorurteile, linke Projektionen und einen Feminismus, der haarscharf am Rassismus vorbeischrammt.“ „Der Film ist voll von Momenten, die subtil von Täuschung und Selbsttäuschung erzählen. Getrübt wird die Wirkung des Jubiläumskrimis allerdings dadurch, dass er schon vor mehr als zwei Jahren produziert wurde und nun vor dem Hintergrund einer sich immer schneller im Krisenmodus drehenden Welt stellenweise aus der Zeit gefallen wirkt.“
Bei swr3 wertete Stefan Scheuer: „Wahrheit, Vorurteil oder Rassismus? Es ist auf jeden Fall ein schweres Thema, ein wichtiges Thema: Wie gehen Flüchtlings-Kulturen in Deutschland mit Frauen um? Was dürfen Frauen sagen? Was sind Frauen wert? Da kann man schon mal einen Krimi draus machen, aber der Tatort aus Göttingen ist viel zu intellektuell. Zu kompliziert. Die Szenen sind immer trist, auch oft langweilig und altbacken gefilmt.“ „Aber gerade wenn das Thema so schwerfällig ist, muss es für den Zuschauer erst recht spannend umgesetzt werden: mit tollen Kamerafahrten, mit überraschender Dramaturgie, mindestens mit einem furiosen Ende. […] Nur, ‚Die Rache an der Welt‘ ist leider sehr weit davon entfernt.“

### Einschaltquoten
Bei der Erstausstrahlung von Tatort: Die Rache an der Welt am 9. Oktober 2022 verfolgten in Deutschland insgesamt 8,70 Millionen Zuschauer die Filmhandlung, was einem Marktanteil von 28,7 Prozent für Das Erste entsprach. In der als Hauptzielgruppe für Fernsehwerbung deklarierten Altersgruppe von 14–49 Jahren erreichte Die Rache an der Welt 1,59 Millionen Zuschauer und damit einen Marktanteil von 20,6 Prozent in dieser Altersgruppe.